# La Cassaigne
La Cassaigne település Franciaországban, Aude megyében. Lakosainak száma 188 fő (2022. január 1.). La Cassaigne Cazalrenoux, Fanjeaux, Generville, Laurac, Orsans és Villasavary községekkel határos.

## Népesség
A település népességének változása:
| Lakosok száma | 203  | 171  | 158  | 188  | 210  | 197  | 169  | 165  | 163  | 188  |
|               | 1968 | 1982 | 1990 | 2006 | 2013 | 2015 | 2017 | 2019 | 2020 | 2022 |